# Mayhem (àlbum)
Mayhem és el setè àlbum d'estudi de la cantant estatunidenca Lady Gaga, publicat el 7 de març de 2025 per Streamline i Interscope Records.  L'àlbum conté 14 cançons en la seva edició estàndard, amb dues cançons extra disponibles en edicions especials i regionals.

## Antecedents i producció
Lady Gaga va començar a treballar en Mayhem després de completar la banda sonora del film Joker: Folie à Deux (2024). L'àlbum es va gravar als estudis Shangri-La de Malibu i Glenwood Place a Burbank. Va ser produït principalment per Gaga, Andrew Watt, Cirkut i Gesaffelstein. L’àlbum explora temes com el caos, l’amor, la identitat i la dualitat.
Musicalment, Mayhem combina synth‑pop i pop industrial amb elements de disco, rock i funk.

## Publicació i promoció
L’àlbum es va promocionar amb diverses actuacions televisives, inclosa una aparició a Saturday Night Live el mateix dia del llançament, interpretant «Abracadabra» i «Killah».
Al maig de 2025, Gaga va oferir un concert gratuït a la platja de Copacabana, a Rio de Janeiro, que va atreure més de 2 milions de persones. La gira mundial The Mayhem Ball va començar al juliol de 2025 a Las Vegas.

## Ressenyes i recepció
Mayhem va rebre crítiques molt positives per part de la crítica especialitzada, destacant-se per la seva direcció artística, l'experimentació sonora i la força vocal de Gaga. Va debutar en el número u del Billboard 200 i també va arribar al primer lloc en altres 23 països.

## Senzills
- «Disease» – primer senzill, llançat el 25 d'octubre de 2024.
- «Abracadabra» – segon senzill, estrenat durant els Grammy el febrer de 2025.
- «Die With a Smile» (amb Bruno Mars) – èxit mundial i guanyador del Grammy a Millor Actuació Pop en Duo/Grup.

## Llista de cançons
| Núm. | Títol                                   | Composició                         | Durada |
| ---- | --------------------------------------- | ---------------------------------- | ------ |
| 1.   | «Disease»                               | Lady Gaga, Andrew Watt, Cirkut     | 3:42   |
| 2.   | «Abracadabra»                           | Lady Gaga, Andrew Watt, Cirkut     | 3:47   |
| 3.   | «Garden of Eden»                        | Lady Gaga, Gesaffelstein           | 3:45   |
| 4.   | «Perfect Celebrity»                     | Lady Gaga, Andrew Watt             | 3:21   |
| 5.   | «Vanish Into You»                       | Lady Gaga, Cirkut                  | 3:33   |
| 6.   | «Killah» (amb Gesaffelstein)            | Lady Gaga, Gesaffelstein           | 4:08   |
| 7.   | «Zombieboy»                             | Lady Gaga, Andrew Watt             | 3:39   |
| 8.   | «LoveDrug»                              | Lady Gaga, Andrew Watt, Cirkut     | 3:38   |
| 9.   | «How Bad Do U Want Me»                  | Lady Gaga, Gesaffelstein           | 3:40   |
| 10.  | «Don’t Call Tonight»                    | Lady Gaga, Andrew Watt             | 4:11   |
| 11.  | «Shadow Of A Man»                       | Lady Gaga, Gesaffelstein           | 3:54   |
| 12.  | «The Beast»                             | Lady Gaga, Gesaffelstein           | 3:43   |
| 13.  | «Blade of Grass»                        | Lady Gaga, Andrew Watt, Cirkut     | 3:41   |
| 14.  | «Die With a Smile» (amb Bruno Mars)     | Lady Gaga, Bruno Mars, Andrew Watt | 4:22   |
| 15.  | «Kill for Love» (Edició deluxe)         | Lady Gaga, Andrew Watt             | 4:01   |
| 16.  | «Can’t Stop the High» (Edició japonesa) | Lady Gaga, Andrew Watt, Cirkut     | 4:11   |